# Marija Alexandrowna Spiridonowa

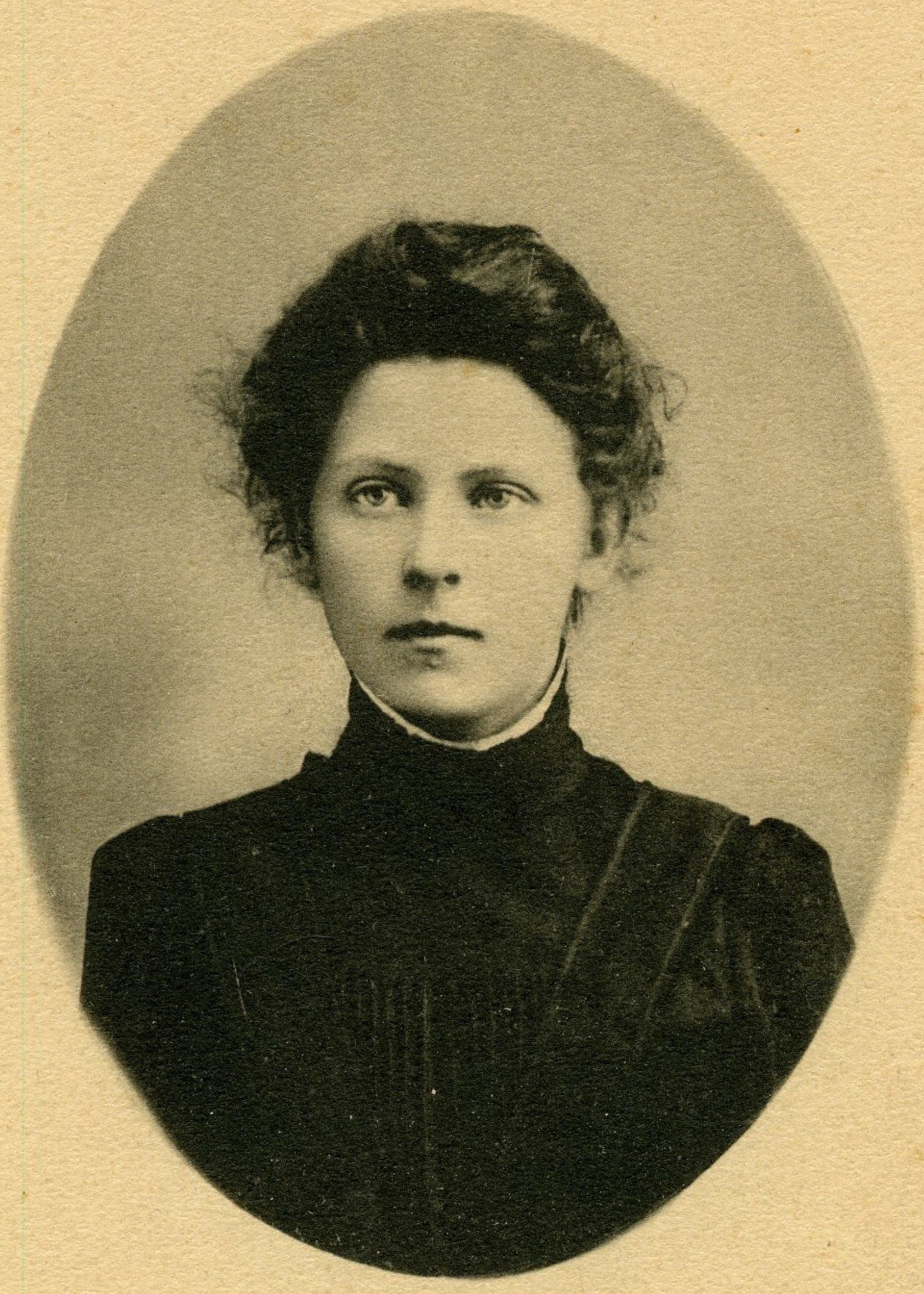
Marija Spiridonowa (vor 1906)

Marija Alexandrowna Spiridonowa (russisch Мария Александровна Спиридонова; auch Maria Spiridonowa; wiss. Transliteration Marija Aleksandrovna Spiridonova; * 16. Oktober 1884 in Tambow, Russisches Kaiserreich; † 11. September 1941 in Orjol, Sowjetunion) war eine russische Sozialrevolutionärin und Politikerin aus der Partei der Sozialrevolutionäre. Sie war ZK-Mitglied der Partei der Linken Sozialrevolutionäre.

## Leben
Am 16. Januar 1906 verübte sie am Bahnhof von Borissoglebsk ein Attentat auf den Vizegouverneur von Tambow, Gawriil Nikolajewitsch Luschenowski, der am 10. Februar 1906 an den Folgen des Anschlags starb. Spiridonowa wurde bei dem Anschlag gefasst und zwei Monate später zum Tode verurteilt. Wegen ihrer schlechten Gesundheit wurde die Strafe in eine Zuchthausstrafe umgewandelt, die sie in Sibirien verbüßen musste. Im Zuge einer Generalamnestie nach der Februarrevolution 1917 wurde sie freigelassen.
Spiridonowa war für die Zusammenarbeit der Partei der Sozialrevolutionäre mit den Bolschewiki, sowohl vor als auch nach der Oktoberrevolution bis zum Brester Frieden. Am 6. Juli 1918 leitete sie den Aufstand der Linken Sozialrevolutionäre gegen die Bolschewiki.
Spiridonowa wurde kurz nach dem Einmarsch der Deutschen 1941 zusammen mit dem bulgarischen Bolschewiken und Revolutionär Christian Rakowski sowie anderen im Medwedow-Wald bei Orjol erschossen.
Ihre Person liefert eine der Figuren für das Theaterstück Weiter … weiter … weiter! von Michail Schatrow.
Dietrich Geyer schrieb in der Zeit: „Ihre Briefe aus dem Kerker, abgedruckt in der liberalen Presse, stilisierten die intelligente, schöne Gymnasiastin zu einer unbeugsamen Märtyrerin, die von verrohten Bewachern geschlagen, ja womöglich sogar vergewaltigt worden war – Verbrechen, die nach Vergeltung schrien.“

### Belletristik
- Ada Negri: La Martire (Die Märtyrerin; Gedicht). In: Dal profondo, Fratelli Treves Editori, Milano 1910, S. 191–198 (italienisch; Volltext auf Wikisource).